# شهرستان فیر
شهرستان فیر (آلبانیایی: Qarku i Fierit) یکی از ۱۲ شهرستان کشور آلبانی است که بر اساس سرشماری سال ۲۰۱۱ میلادی، ۳۱۰٬۳۳۱ تن جمعیت داشته و مساحت آن ۱۸۹۰ کیلومترمربع بوده‌است. عمدهٔ جمعیت این شهرستان را مسلمانان و مسیحیان ارتدوکس تشکیل می‌دهند و از نظر ترکیب قومی نیز، آلبانیایی‌ها در اکثریت هستند. شهر فیر مرکز این شهرستان است.

## تقسیمات اداری
تا سال ۲۰۰۰ میلادی، شهرستان الباسان به ۳ ناحیه تقسیم می‌شد: ناحیه فیر، ناحیه لوشنیه و ناحیه مالاکاستر. از سال ۲۰۱۵ میلادی، پس از اصلاحات دولت در زمینهٔ تقسیمات اداری، این شهرستان شامل ۶ شهرداری شد: دیویاکه، فیر, لوشنیه، مالاکاستر، پاتوس و روسکووک. شهرستان فیر پیش از سال ۲۰۱۵ میلادی، دارای ۴۲ شهرداری به‌شرح زیر بود:
- الکاج
- آرانیتاس
- بالاگات
- بالش
- بوبولیمه
- کاکران
- درمناس
- دیویاکه
- دوشک
- فیر
- فیر-شگان
- فراکول
- فراتار
- گولم
- گرابیان
- گرادیشته
- گرشیکه
- هکال
- هیسگیوکای
- کاربوناره
- کولونیه
- کروتیه
- کومان
- کوریان
- کوته
- لوان
- لیبوفشه
- لوشنیه
- مبروستار
- نگراچان
- پاتوس
- پورتز
- کندر
- کندر دوکاس
- روسکووک
- رماس
- روژدیه
- سلیته
- ستروم
- تربوف
- توپویه
- ژارز

شهرداری‌های ذکرشده، مجموعاً دارای حدود ۲۷۵ شهرک و روستا هستند.

## ترکیب جمعیتی
براساس آخرین سرشماری ملی آلبانی در سال ۲۰۱۱ میلادی، این شهرستان ۳۱۰٬۳۳۱ نفر جمعیت داشت و تراکم جمعیتی آن نیز ۱۶۰/کیلومتر مربع (۴۳۰/پا) بوده‌است. ترکیب جمعیتی افراد شمارش‌شده بر اساس گروه‌های قومی، به شرح زیر است:
- آلبانیایی‌ها = ۲۴۱٬۱۶۳ (۷۷٫۷۱٪)
- یونانی‌ها = ۳۳۲ (۰٫۱۱٪)
- مقدونیه‌ای‌ها = ۱۸ (۰٫۰۱٪)
- مونته‌نگرویی‌ها = ۵ (۰٫۰۰٪)
- آرومانیانی‌ها = ۱٬۵۵۳ (۰٫۵۰٪)
- کولی‌ها = ۱٬۶۴۰ (۰٬۵۳٪)
- مصری‌ها = ۷۵ (۰٬۰۲٪)
- دیگر قومیت‌ها= ۱۷۱ (۰٫۰۶٪)
- بدون پاسخ = ۶۵٬۳۷۴ (۲۱٫۰۷٪)

مجموعاً ۴۸٬۵۲ درصد از جمعیت این شهر مسلمان هستند که ۱٬۰۱ درصد کل جمعیت این شهرستان را پیروان فرقهٔ بکتاشیه تشکیل می‌دهند. همچنین، ۱۳٬۷۶ درصد پیرو کلیسای ارتدوکس آلبانی، ۱٬۹۸ درصد پیرو کلیسای کاتولیک، ۰٬۱۱ درصد پیرو کلیسای پروتستان و ۰٬۰۶ درصد نیز پیرو دیگر کلیساهای مسیحی هستند. ۷٬۱۵ درصد مؤمنان بدون دین و ۳٬۶۱ درصد خداناباور هستند. ۲۰٬۹۳ درصد نیز عقیده‌شان را ابراز نکردند.